# Portland Trail Blazers
I Portland Trail Blazers sono una delle trenta franchigie di pallacanestro che militano nella NBA (National Basketball Association), il campionato di basket professionistico degli Stati Uniti d'America. La franchigia ha sede a Portland, nello Stato dell'Oregon, dove gioca sin dalla fondazione nel 1970. I colori sociali sono il bianco, il rosso e il nero. Come logo viene usata una spirale che rappresenta in modo stilizzato cinque giocatori contro altri cinque giocatori sul parquet.
L'arena di gioco è il Moda Center, in cui la franchigia si è trasferita nel 1995 dopo aver abbandonato lo storico Memorial Coliseum.
I Blazers hanno raggiunto le NBA Finals tre volte: nel 1977, nel 1990 e nel 1992, vincendo il titolo nel 1977. Hanno partecipato ai playoff in 37 delle 52 stagioni disputate, con una striscia di 21 partecipazioni consecutive tra il 1983 ed il 2003 che ancora oggi è il secondo miglior record della lega.
La squadra ha un forte seguito e possiede una tra le tifoserie più fedeli e appassionate dell'intera lega. La franchigia detiene inoltre il record della più lunga striscia di "tutto esaurito" al botteghino per quanto riguarda le partite casalinghe nella storia degli sport professionistici americani: 814 partite consecutive in sold out in casa tra il 1977 ed il 1995.  I Blazers hanno da tempo tra le medie spettatori più alte della Western Conference NBA.

## Storia della franchigia

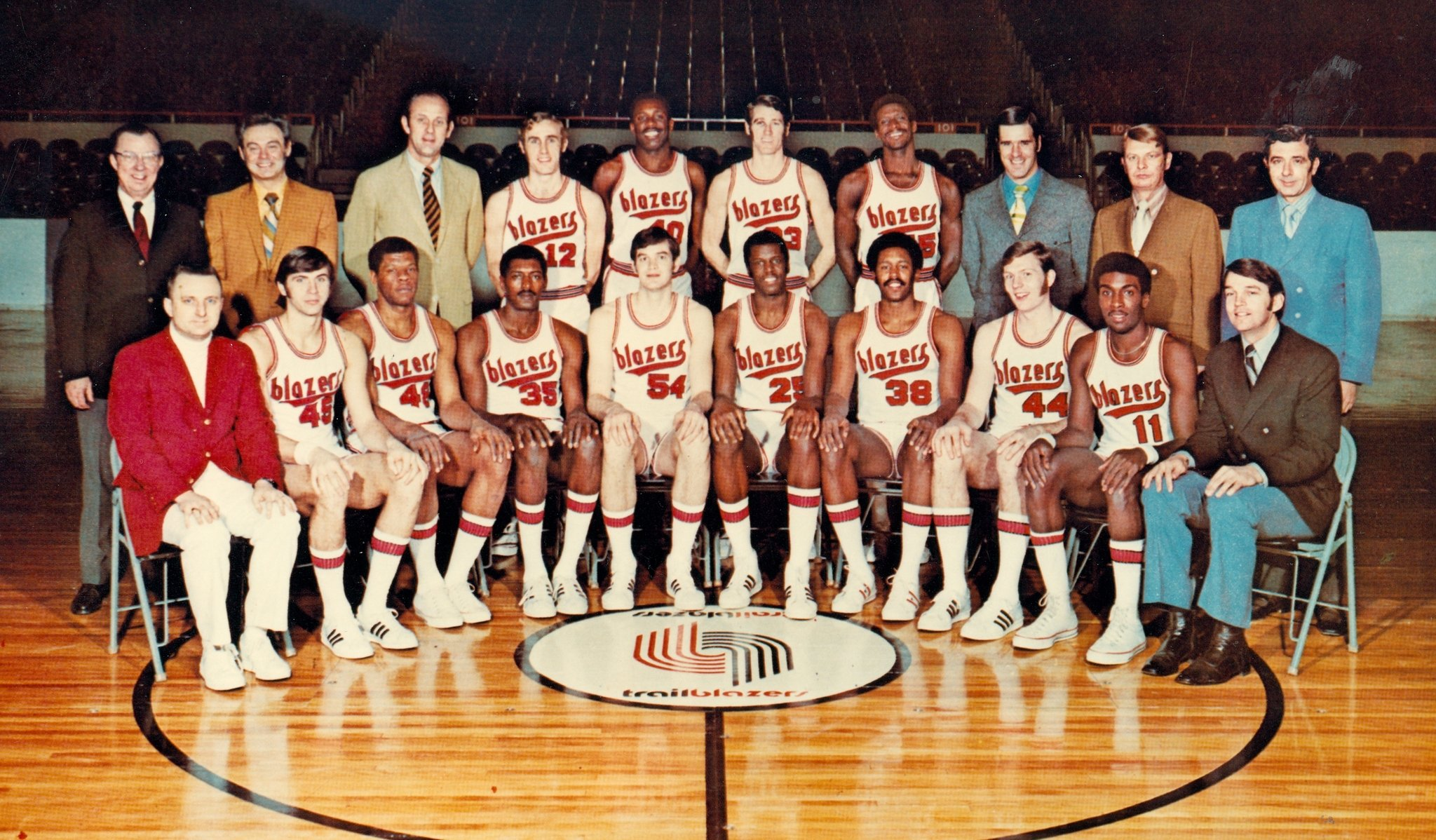
I Blazers nella stagione 1970-71

### La nascita della franchigia e i primi anni
Il 6 febbraio 1970 il consiglio dell'NBA, a seguito di un progetto di ampliamento delle squadre della lega iniziato già un paio di anni prima con l'ingresso di Phoenix Suns e Milwaukee Bucks, concesse la creazione di una franchigia di espansione nella città di Portland oltre a quelle dei Buffalo Braves, poi diventati Los Angeles Clippers, e dei Cleveland Cavaliers ad est.  La dirigenza della neonata franchigia, composta da una cordata di imprenditori, pagò 3,7 milioni di dollari dell'epoca per entrare nella prestigiosa lega. Il 24 febbraio una volta ottenuta l'ufficialità dell'ingresso in Nba, fu avviato un contest pubblico per individuare il nome da dare alla franchigia. Furono inviate oltre 10mila proposte con i nomi più disparati e tra questi ottenne un grande successo la proposta di "Pioneers" che però fu rigettata in quanto lo stesso nome era usato da una squadra locale del Lewis and Clark College. Alla fine con 172 proposte fu scelto il nome "Trail Blazers" in omaggio al trail blazing; vale a dire una pratica molto diffusa nelle foreste dell'Oregon di marcare con dei simboli sui tronchi degli alberi il sentiero sicuro da seguire per i visitatori. Da quel momento la franchigia fu nominata ufficialmente Portland Trail Blazers anche se spesso viene usata solo la parola Blazers, sia dai tifosi sia dalla stessa franchigia sulle canotte di gara. 
La squadra nelle prime stagioni era costruita attorno alla guardia Geoff Petrie, una prima scelta che a fine stagione vinse il NBA Rookie of the Year Award e all'ala Sidney Wicks. La prima stagione dei Blazers, come quasi spesso accade alle nuove franchigie, finì con un passivo di sole 29 vittorie e 53 sconfitte; comunque il miglior risultato tra le tre nuove squadre. L'anno seguente i Blazers vinsero solo 18 gare e Sidney Wicks, selezionato nel 1971, venne nominato "matricola dell'anno" dell'NBA proprio come Petrie l'anno prima. Nelle prime sei stagioni di vita, i Blazers nonostante un progressivo miglioramento della percentuale di vittorie in regular season, non riuscirono mai a centrare l'ingresso dei playoff. Le cose sarebbero però cambiate in pochissimo tempo.

### Era Bill Walton: la Blazermania e la vittoria dell'anello
22 maggio-5 giugno 1977
 Philadelphia 76ers -  Portland T. Blazers 107-101

 Philadelphia 76ers -  Portland T. Blazers 107-89

 Portland T. Blazers -  Philadelphia 76ers 129-107

 Portland T. Blazers -  Philadelphia 76ers 130-98

 Philadelphia 76ers -  Portland T. Blazers 104-110

 Portland T. Blazers -  Philadelphia 76ers 109-107
MVP: Bill Walton
Nel draft 1974 i Blazers ottennero la prima scelta con l'acquisizione del fenomeno del basket collegiale, il gigantesco centro Bill Walton da UCLA. Nel 1976 i Blazers selezionarono anche la stella Moses Malone proveniente dalla ABA ma, a causa di alcune restrizioni della NBA, furono costretti a scambiarlo. Dopo i primi anni costellati da infortuni, nel 1977 un Walton in salute e con grande fiducia nei propri mezzi, oltre all'apporto di Bob Gross, Lionel Hollins e Maurice Lucas, guidò i Blazers alla prima stagione di playoff incorniciata con l'immediata finale NBA dopo aver sconfitto i Los Angeles Lakers di Kareem Abdul-Jabbar in finale di Conference, chiudendo la serie con un clamoroso 4-0. I Blazers vinsero il titolo NBA sconfiggendo in rimonta i Philadelphia 76ers di Julius Erving per 4-2, con Walton premiato dal titolo di MVP delle Finals dopo una decisiva gara 6 in cui chiuse con: 20 punti, 23 rimbalzi, 7 assist e 8 stoppate. La vittoriosa ascesa dei Portland Trail Blazers del 1977 è ricordata ancora oggi dai tifosi e dalla stampa per la sua natura devastante ed inarrestabile, denominata "Blazermania". 
Nell'anno seguente il dominio Blazers proseguì e la franchigia sembrò poter difendere il titolo conquistato l'anno prima. Un nuovo infortunio di Walton ad un mese dal termine della stagione regolare, che non impedì comunque al giocatore di vincere il premio di MVP, scombinò i piani fermando la scalata. Il persistere degli infortuni di Walton e l'errore al draft del 1978, in cui scelsero Mychal Thompson preferendolo a Larry Bird, impedirono ai Blazers di diventare una dinastia. I Blazers tra la fine degli anni settanta e gli anni ottanta non riuscirono mai a superare il secondo turno di playoff, venendo spesso battuti da squadre come i Phoenix Suns, i Seattle SuperSonics o i Los Angeles Lakers.

### Era Clyde Drexler
5-14 giugno 1990
 Detroit Pistons -  Portland T. Blazers 105-99

 Detroit Pistons -  Portland T. Blazers 105-106 OT

 Portland T. Blazers -  Detroit Pistons 106-121

 Portland T. Blazers -  Detroit Pistons 109-112

 Portland T. Blazers -  Detroit Pistons 90-92
MVP: Isiah Thomas
Nei primi anni ottanta la franchigia, dopo la cessione di Walton ai Clippers, si rifondò sulle scelte dal draft. Arrivarono Buck Williams e Clyde Drexler ad affiancare la nuova stella Jim Paxson. Avendo la seconda scelta nel draft del 1984, i Blazers bissarono e se possibile peggiorarono l'errore di sei anni prima con Larry Bird, scegliendo il centro Sam Bowie da Kentucky ed ignorando future stelle come Michael Jordan, Charles Barkley e John Stockton in uno dei migliori draft di sempre. Bowie all'epoca era considerato un predestinato ma fu frenato fisicamente dagli infortuni e psicologicamente dal continuo paragone con i campioni usciti dal suo stesso draft. Col senno di poi questa verrà ricordata come la peggior scelta di sempre nella storia dei draft NBA. I Blazers continuarono comunque a disputare i playoff ma senza troppo successo, venendo eliminati sempre al primo o secondo turno per mano di Los Angeles Lakers, Houston Rockets e Utah Jazz.
Alla fine degli anni ottanta, complice anche l'acquisizione della franchigia nel 1988 da parte del co-fondatore di Microsoft, Paul Allen che portò nuova linfa economica, le sorti della franchigia iniziarono nuovamente a volgere in positivo. Arrivarono a Portland giocatori importanti come il serbo Dražen Petrović e l'ala Clifford Robinson che raggiunsero i vari Drexler, Porter e Williams. I Blazers guidati in panchina da coach Rick Adelman tornarono nel 1990 e nel 1992 alle Finali NBA, perdendo però in entrambi i casi, prima contro i Detroit Pistons dei "Bad Boys", che bissarono il successo dell'anno prima, e poi contro i Chicago Bulls di Michael Jordan e Scottie Pippen. Nel 1991 i Blazers chiusero inoltre la stagione regolare con il miglior record della loro storia, ovvero 63 vittorie e 19 sconfitte, tuttora ineguagliato. Per ironia della sorte, a metà della stagione 1994-95 il giocatore-bandiera Clyde Drexler, che mai era riuscito a vincere un titolo con i Blazers, fu ceduto agli Houston Rockets, campioni in carica, con i quali avrebbe subito vinto l'anello NBA.
3-14 giugno 1992
 Chicago Bulls -  Portland T. Blazers 122-89

 Chicago Bulls -  Portland T. Blazers 104-115 OT

 Portland T. Blazers -  Chicago Bulls 84-94

 Portland T. Blazers -  Chicago Bulls 93-88

 Portland T. Blazers -  Chicago Bulls 106-119

 Chicago Bulls -  Portland T. Blazers 97-93
MVP: Michael Jordan
Il post Drexler fu in ogni caso meno traumatico del previsto e grazie a diverse scelte azzeccate sul mercato, diventando anche la squadra più pagata della Lega, i Blazers tornarono ai vertici alla fine degli anni novanta con giocatori come: Rasheed Wallace, Scottie Pippen, Damon Stoudamire, Jim Jackson, Shawn Kemp e Stacey Augmon e gli europei Arvydas Sabonis e Detlef Schrempf. Raggiunsero la Finale della Western Conference nel 1999 e nel 2000 uscendo però sconfitti rispettivamente contro i San Antonio Spurs 4-0 e i Los Angeles Lakers 4-3.

### I Jail Blazers e gli anni di transizione
Dopo nove anni passati come direttore generale, Bob Whitsitt annunciò il suo allontanamento dai Trail Blazers il 7 maggio 2003, dichiarando di voler concentrare la sua attenzione sulla squadra dell'NFL dei Seattle Seahawks anch'essa come i Blazers di proprietà di Paul Allen. Whitsitt era stato oggetto di numerose critiche da parte dei tifosi e della stampa per le prestazioni della squadra dei primi anni duemila, così come per i problemi legali dei giocatori al di fuori del campo che avevano portato la squadra ad essere soprannominata "Jail Blazers" dove in italiano Jail significa carcere.

Arvydas Sabonis

In quel periodo all'interno dello spogliatoio successe di tutto tra liti e giri di droga. Il centro Arvydas Sabonis lasciò la squadra dopo una rissa col compagno Rasheed Wallace mentre alcuni giocatori vennero accusati di possesso di marijuana con la conseguenza di vedersi assegnate ore obbligatorie di servizi sociali e squalifiche. La guardia Bonzi Wells, in un'intervista a Sports Illustrated nel 2002, espresse chiaramente il pensiero generale di quella squadra: "Non ci frega niente dei fan. Al massimo possono fischiarci quando giochiamo, ma saranno comunque pronti a chiederci autografi". Gli spazi vuoti al Rose Garden, sconosciuti ad una franchigia che può vantare tifosi tra i più affezionati e calorosi della NBA, divennero improvvisamente realtà. Nel 2003-04 inoltre per la prima volta dopo ventuno anni, la franchigia non riuscì a qualificarsi per i playoff, confermando di essere forse nel momento peggiore della sua storia, con problemi dentro e fuori dal campo.
Con l'avvento del nuovo direttore generale John Nash in carica dal giugno 2003, iniziò per i Blazers una fase di pulizia interna con la cessione dei giocatori più problematici. Nel frattempo fallì la Oregon Arena corporation proprietaria del Rose Garden, che venne acquistata dal proprietario dei Blazers, Paul Allen. Larry Miller prese nel frattempo il posto di Nash come direttore generale, e con lui la franchigia iniziò un lento percorso di ricostruzione, finalmente libera dai problemi fuori dal campo.

### Era Brandon Roy-LaMarcus Aldridge

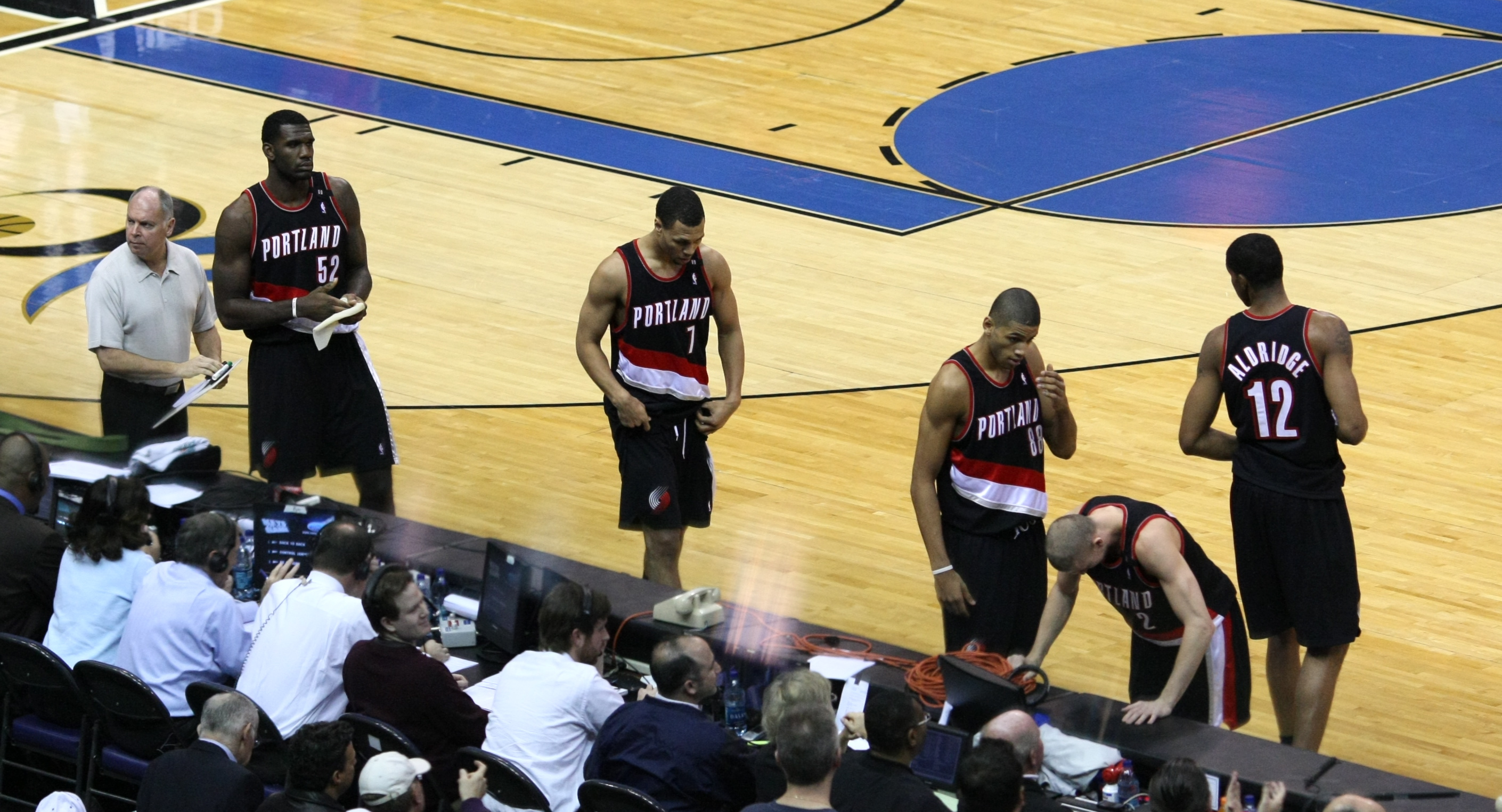
I Blazers in campo contro gli Wizards

La rinascita richiese tempo al nuovo staff, al punto che dal 2003 al 2008 la franchigia fallì sempre l'accesso ai playoff. Nell'NBA Draft 2006 i Blazers acquisirono il lungo LaMarcus Aldridge. Con l'acquisizione successiva di Brandon Roy, eletto a fine stagione NBA Rookie of the Year, a rinfoltire un roster che comprendeva già gente come Jamaal Magloire, Sergio Rodríguez e Ime Udoka, i Blazers iniziarono nuovamente a disputare alcune buone stagioni con partecipazioni ai playoff, sebbene solo al primo turno, e soprattutto ad avere una graduale ma continua ricostruzione del rapporto con gli appassionati fan. Purtroppo il sogno di una dinastia fondata sul terzetto Roy-Aldridge-Oden venne infranto dai gravi infortuni che porteranno il ventisettenne All Star Brandon Roy al ritiro alla fine del 2011, e Greg Oden ad essere ceduto a marzo 2012 dopo aver giocato solo 82 partite in cinque anni sempre per i continui infortuni. La stagione 2011-12 segnò così la fine di un'era mai sbocciata del tutto, con la società che decise di ripartire nuovamente da zero, smantellando la squadra con le cessioni in particolare di Gerald Wallace e Marcus Camby, oltre al licenziamento del coach Nate McMillan sostituito da Kaleb Canales, più giovane coach della storia NBA con i suoi 33 anni. Obiettivo della dirigenza come spesso accade nei casi di rifondazione, fu quello di liberare spazio salariale ed acquisire così buone scelte al draft per ricostruire una squadra vincente per il futuro.

### Era Damian Lillard

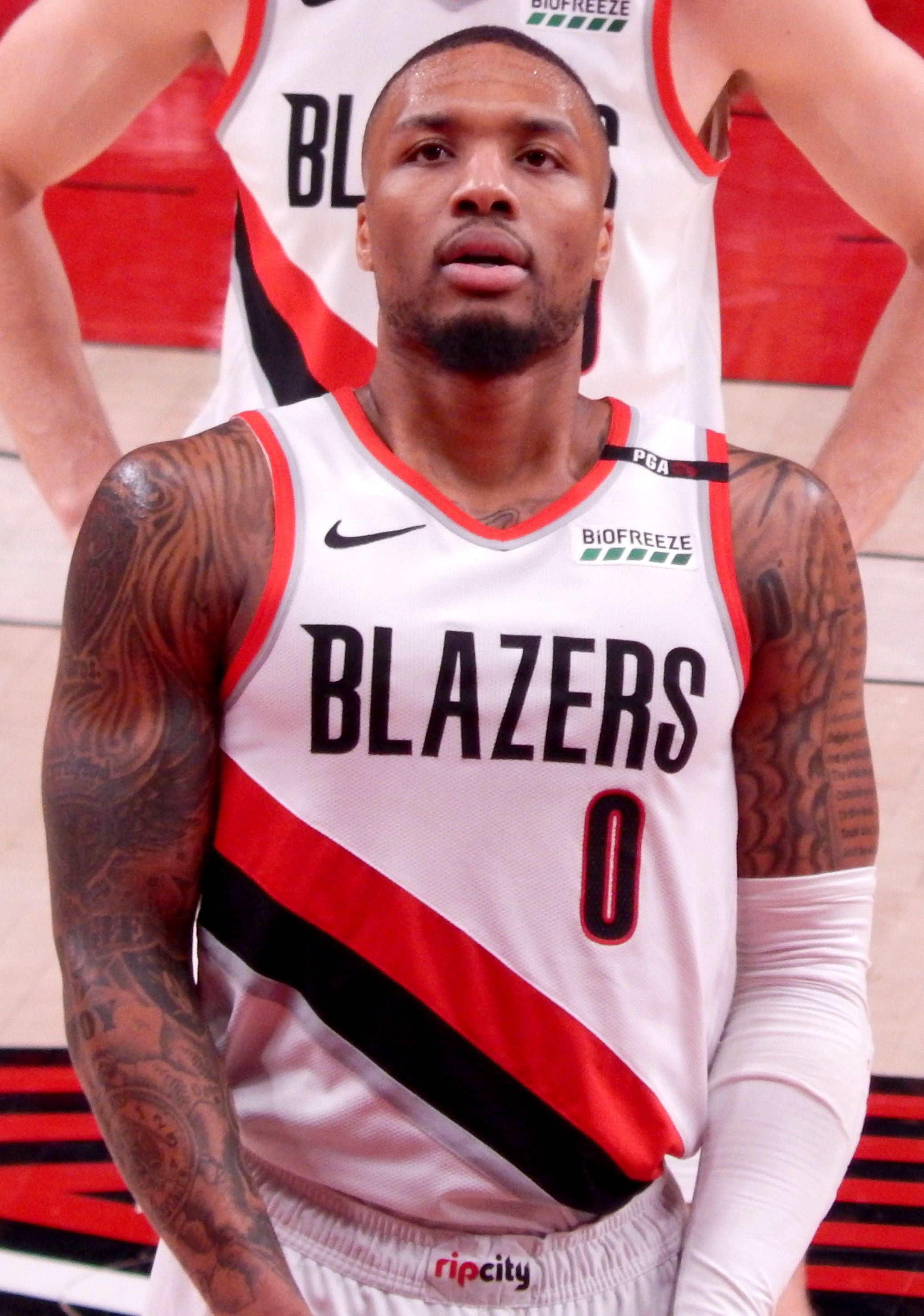
Damian Lillard

Nel giugno 2012 venne scelto come nuovo direttore generale Neil Olshey, proveniente dai Los Angeles Clippers da lui appena ricostruiti con la trade per Chris Paul. Al draft i Blazers selezionarono con la sesta scelta il playmaker Damian Lillard da Weber State che sarebbe diventato negli anni il giocatore su cui ricostruire nuovamente la squadra. Nonostante un'ottima partenza, i Blazers non riuscirono a qualificarsi per i playoff 2013. Damian Lillard venne però eletto NBA Rookie of the Year all'unanimità, dopo aver vinto il premio di miglior rookie del mese 6 volte su 6.
Nel draft 2013 i Blazers firmarono la guardia C.J. McCollum con la decima scelta che, insieme a Lillard, avrebbe formato l'ossatura dei due "bassi" nelle stagioni a venire, mentre sul mercato venne acquisito il centro Robin Lopez. La squadra iniziò a dare i primi risultati e ai playoff i Blazers superarono il primo turno dopo 14 anni, eliminando gli Houston Rockets e venendo poi eliminati nel turno successivo dai San Antonio Spurs. Ancora playoff nel 2014-15 anche se, falcidiati dagli infortuni, subirono l'eliminazione al primo turno dai Memphis Grizzlies. LaMarcus Aldridge, a fine contratto, lasciò intanto la franchigia firmando per i San Antonio Spurs. Contro ogni pronostico proprio per la perdita di Aldridge, i Blazers raggiunsero a sorpresa i playoff anche nel 2016 riuscendo persino a superare i Los Angeles Clippers al primo turno, prima di essere eliminati con onore dai campioni in carica dei Golden State Warriors. Furono ancora i Warriors ad eliminare i Blazers nei playoff 2017, stavolta al primo turno, mentre nel 2018 l'eliminazione arrivò sempre al primo turno per mano dei New Orleans Pelicans. 
Alla vigilia della stagione 2018-2019, a causa di complicanze dovute al Linfoma non Hodgkin, morì il proprietario del club Paul Allen dopo trent'anni al comando della franchigia. Il suo posto fu preso dalla sorella Jodi.
Con una serie di movimenti sul mercato i Blazers riuscirono a costruire un roster completo e profondo con le acquisizioni di Seth Curry ed Enes Kanter in aggiunta ai "veterani" Lillard e McCollum, che portarono la squadra al terzo posto nella Conference. Nonostante il grave infortunio nelle ultime giornate del centro Jusuf Nurkić, alla sua miglior stagione in carriera, i playoff furono entusiasmanti con i Blazers in grado di eliminare prima gli Oklahoma City Thunder e poi i Denver Nuggets. La cavalcata si fermò in finale di Conference, che i Blazers non giocavano dal 2000, con l'eliminazione ad opera dei campioni in carica dei Golden State Warriors di Stephen Curry e Draymond Green.
La stagione seguente a un'ottima base viene aggiunto nel roster l'esperto Carmelo Anthony ma tuttavia il 2019-20 e il 2020-21 si chiuderanno per i Blazers con un passo indietro nei risultati, complice l'uscita sempre al primo turno dei playoff. Ancora peggio la stagione 2021-22 che vede la franchigia fuori al termine della regular season dopo otto stagioni consecutive ai playoff. Si ripete il medesimo risultato anche nella stagione 2022-23 in cui vengono nuovamente esclusi dai playoff entrando in collisione con la loro stella Damian Lillard, che chiede la trade, ma nel Draft NBA 2023 scelgono la giovane promessa Scoot Henderson, che insieme a Shaedon Sharpe, sembra essere la base sulla quale ricostruire.
- Memorial Coliseum (1970–1995)
- Moda Center (1995-presente)

## Record stagione per stagione
| Campione NBA | Campione di Conference | Campione di Division |

| STAGIONE               | V    | S    | %    | Playoff | Risultati                                                                                     |
| ---------------------- | ---- | ---- | ---- | --- | --------------------------------------------------------------------------------------------- |
| Portland Trail Blazers |      |      |      | |                                                                                               |
| 1970-71                | 29   | 53   | 35,4 | - | -                                                                                             |
| 1971-72                | 18   | 64   | 22,0 | - | -                                                                                             |
| 1972-73                | 21   | 61   | 25,6 | - | -                                                                                             |
| 1973-74                | 27   | 55   | 32,9 | - | -                                                                                             |
| 1974-75                | 38   | 44   | 46,3 | - | -                                                                                             |
| 1975-76                | 37   | 45   | 45,1 | - | -                                                                                             |
| 1976-77                | 49   | 33   | 59,8 | Vincono il Primo Round Vincono le Conference Semifinals Vincono le Conference Finals Vincono le NBA Finals | Portland 2, Chicago 1 Portland 4, Denver 2 Portland 4, LA Lakers 0 Portland 4, Philadelphia 2 |
| 1977-78                | 58   | 24   | 70,7 | Perdono le Conference Semifinals                                                                           | Seattle 4, Portland 2                                                                         |
| 1978-79                | 45   | 37   | 54,9 | Perdono il Primo Round                                                                                     | Phoenix 2, Portland 1                                                                         |
| 1979-80                | 38   | 44   | 46,3 | Perdono il Primo Round                                                                                     | Seattle 2, Portland 1                                                                         |
| 1980-81                | 45   | 37   | 54,9 | Perdono il Primo Round                                                                                     | Kansas City 2, Portland 1                                                                     |
| 1981-82                | 42   | 40   | 51,2 | - | -                                                                                             |
| 1982-83                | 46   | 36   | 56,1 | Vincono il Primo Round Perdono le Conference Semifinals                                                    | Portland 2, Seattle 0 LA Lakers 4, Portland 1                                                 |
| 1983-84                | 48   | 34   | 58,5 | Perdono il Primo Round                                                                                     | Phoenix 3, Portland 2                                                                         |
| 1984-85                | 42   | 40   | 51,2 | Vincono il Primo Round Perdono le Conference Semifinals                                                    | Portland 3, Dallas 1 LA Lakers 4, Portland 1                                                  |
| 1985-86                | 40   | 42   | 48,8 | Perdono il Primo Round                                                                                     | Denver 3, Portland 1                                                                          |
| 1986-87                | 49   | 33   | 59,8 | Perdono il Primo Round                                                                                     | Houston 3, Portland 1                                                                         |
| 1987-88                | 53   | 29   | 64,6 | Perdono il Primo Round                                                                                     | Utah 3, Portland 1                                                                            |
| 1988-89                | 39   | 43   | 47,6 | Perdono il Primo Round                                                                                     | LA Lakers 3, Portland 0                                                                       |
| 1989-90                | 59   | 23   | 72,0 | Vincono il Primo Round Vincono le Conference Semifinals Vincono le Conference Finals Perdono le NBA Finals | Portland 3, Dallas 0 Portland 4, San Antonio 3 Portland 4, Phoenix 2 Detroit 4, Portland 1    |
| 1990-91                | 63   | 19   | 76,8 | Vincono il Primo Round Vincono le Conference Semifinals Perdono le Conference Finals                       | Portland 3, Seattle 2 Portland 4, Utah 1 LA Lakers 4, Portland 2                              |
| 1991-92                | 57   | 25   | 69,5 | Vincono il Primo Round Vincono le Conference Semifinals Vincono le Conference Finals Perdono le NBA Finals | Portland 3, LA Lakers 1 Portland 4, Phoenix 1 Portland 4, Utah 2 Chicago 4, Portland 2        |
| 1992-93                | 51   | 31   | 62,2 | Perdono il Primo Round                                                                                     | San Antonio 3, Portland 1                                                                     |
| 1993-94                | 47   | 35   | 57,3 | Perdono il Primo Round                                                                                     | Houston 3, Portland 1                                                                         |
| 1994-95                | 44   | 38   | 53,7 | Perdono il Primo Round                                                                                     | Phoenix 3, Portland 0                                                                         |
| 1995-96                | 44   | 38   | 53,7 | Perdono il Primo Round                                                                                     | Utah 3, Portland 2                                                                            |
| 1996-97                | 49   | 33   | 59,8 | Perdono il Primo Round                                                                                     | LA Lakers 3, Portland 1                                                                       |
| 1997-98                | 46   | 36   | 56,1 | Perdono il Primo Round                                                                                     | LA Lakers 3, Portland 1                                                                       |
| 1998-99                | 35   | 15   | 70,0 | Vincono il Primo Round Vincono le Conference Semifinals Perdono le Conference Finals                       | Portland 3, Phoenix 0 Portland 4, Utah 2 San Antonio 4, Portland 0                            |
| 1999-00                | 59   | 23   | 72,0 | Vincono il Primo Round Vincono le Conference Semifinals Perdono le Conference Finals                       | Portland 3, Minnesota 1 Portland 4, Utah 1 LA Lakers 4, Portland 3                            |
| 2000-01                | 50   | 32   | 61,0 | Perdono il Primo Round                                                                                     | LA Lakers 3, Portland 0                                                                       |
| 2001-02                | 49   | 33   | 59,8 | Perdono il Primo Round                                                                                     | LA Lakers 3, Portland 0                                                                       |
| 2002-03                | 50   | 32   | 61,0 | Perdono il Primo Round                                                                                     | Dallas 4, Portland 3                                                                          |
| 2003-04                | 41   | 41   | 50,0 | - | -                                                                                             |
| 2004-05                | 27   | 55   | 32,9 | - | -                                                                                             |
| 2005-06                | 21   | 61   | 25,6 | - | -                                                                                             |
| 2006-07                | 32   | 50   | 39,0 | - | -                                                                                             |
| 2007-08                | 41   | 41   | 50,0 | - | -                                                                                             |
| 2008-09                | 54   | 28   | 65,9 | Perdono il Primo Round                                                                                     | Houston 4, Portland 2                                                                         |
| 2009-10                | 50   | 32   | 61,0 | Perdono il Primo Round                                                                                     | Phoenix 4, Portland 2                                                                         |
| 2010-11                | 48   | 34   | 58,5 | Perdono il Primo Round                                                                                     | Dallas 4, Portland 2                                                                          |
| 2011-12                | 28   | 38   | 42,4 | - | -                                                                                             |
| 2012-13                | 33   | 49   | 40,2 | - | -                                                                                             |
| 2013-14                | 54   | 28   | 65,9 | Vincono il Primo Round Perdono le Conference Semifinals                                                    | Portland 4, Houston 2 San Antonio 4, Portland 1                                               |
| 2014-15                | 51   | 31   | 62,2 | Perdono il Primo Round                                                                                     | Memphis 4, Portland 1                                                                         |
| 2015-16                | 44   | 38   | 53,7 | Vincono il Primo Round Perdono le Conference Semifinals                                                    | Portland 4, LA Clippers 2 Golden State 4, Portland 1                                          |
| 2016-17                | 41   | 41   | 50,0 | Perdono il Primo Round                                                                                     | Golden State 4, Portland 0                                                                    |
| 2017-18                | 49   | 33   | 59,8 | Perdono il Primo Round                                                                                     | Portland 0, New Orleans 4                                                                     |
| 2018-19                | 53   | 29   | 64,6 | Vincono il Primo Round Vincono le Conference Semifinals Perdono le Conference Finals                       | Portland 4, Oklahoma City 1 Portland 4, Denver 3 Golden State 4, Portland 0                   |
| 2019-20                | 35   | 39   | 47,3 | Vincono il Play-in Game 8-9 Perdono il Primo Round                                                         | Portland 1, Memphis 0 La Lakers 4, Portland 1                                                 |
| 2020-21                | 42   | 30   | 58,3 | Perdono il Primo Round                                                                                     | Denver 4, Portland 2                                                                          |
| 2021-22                | 27   | 55   | 32.9 | - | -                                                                                             |
| 2022-23                | 33   | 49   | 40,2 | - | -                                                                                             |
| 2023-24                | 21   | 61   | 25,6 | - | -                                                                                             |
| 2024-25                | 36   | 46   | 43,9 | - | -                                                                                             |
| Totale                 | 2328 | 2116 | 52,4 | |                                                                                               |
| Playoffs               | 117  | 151  | 43,7 | 1 Titolo NBA                                                                                               | 1 Titolo NBA                                                                                  |

'Statistiche aggiornate alla stagione 2023-2024

## Squadra attuale
| \| Pos. \| Num. \| Naz. \| Nome \| Altezza \| Peso \| Data nascita \| Provenienza \| \| ----- \| ---- \| ---- \| ----------------- \| ------- \| ------ \| ------------ \| --------------- \| \| P/G \| 00 \| \| Henderson, Scoot \| 188 cm \| 88 kg \| 03-02-2004 \| G League Ignite \| \| G/AP \| 4 \| \| Thybulle, Matisse \| 196 cm \| 91 kg \| 04-03-1997 \| Washington \| \| G \| 5 \| \| Banton, Dalano \| 203 cm \| 93 kg \| 07-11-1999 \| Nebraska \| \| AP \| 8 \| \| Avdija, Deni \| 206 cm \| 95 kg \| 03-01-2001 \| Israele \| \| AG \| 9 \| \| Grant, Jerami \| 203 cm \| 95 kg \| 12-03-1994 \| Syracuse \| \| AP \| 10 \| \| Minaya, Justin \| 196 cm \| 95 kg \| 26-03-1999 \| Providence \| \| G \| 11 \| \| McGowens, Bryce \| 198 cm \| 79 kg \| 08-11-2002 \| Nebraska \| \| C \| 16 \| \| Hansen, Yang \| 218 cm \| 117 kg \| 26-06-2005 \| Cina \| \| G \| 17 \| \| Sharpe, Shaedon \| 198 cm \| 90 kg \| 30-05-2003 \| Kentucky \| \| G \| 21 \| \| Rupert, Rayan \| 198 cm \| 84 kg \| 31-05-2004 \| Nuova Zelanda \| \| C \| 23 \| \| Clingan, Donovan \| 218 cm \| 127 kg \| 23-02-2004 \| Connecticut \| \| AP/AG \| 24 \| \| Murray, Kris \| 203 cm \| 100 kg \| 19-08-2000 \| Iowa \| \| C \| 26 \| \| Reath, Duop \| 206 cm \| 111 kg \| 26-06-1999 \| LSU \| \| AG \| 33 \| \| Camara, Toumani \| 203 cm \| 100 kg \| 08-05-2000 \| Dayton \| \| AG \| 34 \| \| Walker, Jabari \| 206 cm \| 98 kg \| 30-07-2002 \| Colorado \| \| C \| 35 \| \| Williams, Robert \| 208 cm \| 108 kg \| 14-10-1997 \| Texas A&M \| \| G \| 91 \| \| Cissoko, Sidy \| 198 cm \| 91 kg \| 02-04-2004 \| Francia \| \| P \| \| \| Holiday, Jrue \| 196 cm \| 93 kg \| 12-06-1990 \| UCLA \| | Allenatore - Chauncey Billups Assistente/i - Scott Brooks - Roy Rogers - Steve Hetzel - Jonah Herscu - Rodney Billups Legenda - (C) Capitano - (FA) Free agent - (S) Sospeso - (TW) Contratto Two-way - (GL) Assegnato a squadra G League affiliata - Infortunato Roster • Transazioni · Ultima transazione: 25 giugno 2025 |                            |                   |         |        |              |                 |
| Pos. | Num. | Naz.                       | Nome              | Altezza | Peso   | Data nascita | Provenienza     |
| P/G | 00 | Stati Uniti (bandiera)     | Henderson, Scoot  | 188 cm  | 88 kg  | 03-02-2004   | G League Ignite |
| G/AP | 4 | Stati Uniti (bandiera)     | Thybulle, Matisse | 196 cm  | 91 kg  | 04-03-1997   | Washington      |
| G | 5 | Stati Uniti (bandiera)     | Banton, Dalano    | 203 cm  | 93 kg  | 07-11-1999   | Nebraska        |
| AP | 8 | Israele (bandiera)         | Avdija, Deni      | 206 cm  | 95 kg  | 03-01-2001   | Israele         |
| AG | 9 | Stati Uniti (bandiera)     | Grant, Jerami     | 203 cm  | 95 kg  | 12-03-1994   | Syracuse        |
| AP | 10 | Rep. Dominicana (bandiera) | Minaya, Justin    | 196 cm  | 95 kg  | 26-03-1999   | Providence      |
| G | 11 | Stati Uniti (bandiera)     | McGowens, Bryce   | 198 cm  | 79 kg  | 08-11-2002   | Nebraska        |
| C | 16 | Cina (bandiera)            | Hansen, Yang      | 218 cm  | 117 kg | 26-06-2005   | Cina            |
| G | 17 | Canada (bandiera)          | Sharpe, Shaedon   | 198 cm  | 90 kg  | 30-05-2003   | Kentucky        |
| G | 21 | Francia (bandiera)         | Rupert, Rayan     | 198 cm  | 84 kg  | 31-05-2004   | Nuova Zelanda   |
| C | 23 | Stati Uniti (bandiera)     | Clingan, Donovan  | 218 cm  | 127 kg | 23-02-2004   | Connecticut     |
| AP/AG | 24 | Stati Uniti (bandiera)     | Murray, Kris      | 203 cm  | 100 kg | 19-08-2000   | Iowa            |
| C | 26 | Stati Uniti (bandiera)     | Reath, Duop       | 206 cm  | 111 kg | 26-06-1999   | LSU             |
| AG | 33 | Belgio (bandiera)          | Camara, Toumani   | 203 cm  | 100 kg | 08-05-2000   | Dayton          |
| AG | 34 | Stati Uniti (bandiera)     | Walker, Jabari    | 206 cm  | 98 kg  | 30-07-2002   | Colorado        |
| C | 35 | Stati Uniti (bandiera)     | Williams, Robert  | 208 cm  | 108 kg | 14-10-1997   | Texas A&M       |
| G | 91 | Francia (bandiera)         | Cissoko, Sidy     | 198 cm  | 91 kg  | 02-04-2004   | Francia         |
| P | | Stati Uniti (bandiera)     | Holiday, Jrue     | 196 cm  | 93 kg  | 12-06-1990   | UCLA            |

## Giocatori

### Membri della Basketball Hall of Fame
- Lenny Wilkens 1974–1975
- Bill Walton 1974–1979
- Clyde Drexler 1983–1995

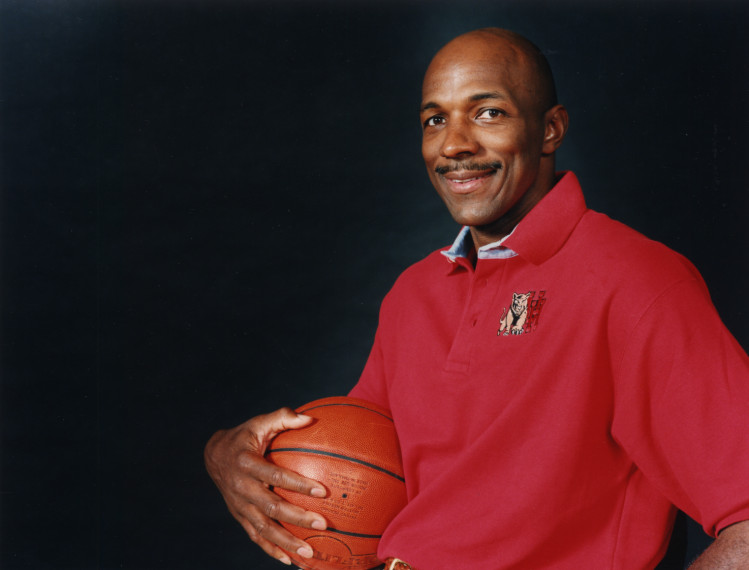
L'Hall of Famer Clyde Drexler

- Dražen Petrović 1989–1991
- Scottie Pippen 1999–2003
- Arvydas Sabonis 1995–2001, 2002–2003
- Walter Davis 1991

### Numeri ritirati
- 1 Larry Weinberg[4]
- 13 Dave Twardzik 1976–1980
- 14 Lionel Hollins 1975–1980
- 15 Larry Steele 1971–1980
- 20 Maurice Lucas 1976–1980, 1987–1988
- 22 Clyde Drexler 1983–1995
- 30 Bob Gross[5] 1975–1982
- 30 Terry Porter 1985–1995
- 32 Bill Walton 1974–1979
- 36 Lloyd Neal 1972–1979
- 45 Geoff Petrie 1970–1976
- 77 Jack Ramsay[6] 1976–1986

## Allenatori
| Legenda | Legenda                                                              |
| ------- | -------------------------------------------------------------------- |
| PA      | Partite allenate                                                     |
| V       | Vittorie                                                             |
| S       | Sconfitte                                                            |
| V%      | Percentuale di vittorie                                              |
|         | Ha trascorso l'intera sua carriera da allenatore con i Trail Blazers |
|         | Eletto nella Basketball Hall of Fame                                 |

Note: Statistiche aggiornate a fine stagione 2023-2024.
| Portland Trail Blazers |                  |           |     |     |     |      |    |    |    |      |                                                              |  |
| 1                      | Rolland Todd     | 1970-1972 | 138 | 41  | 97  | 29,7 | —  | —  | —  | —    |                                                              |  |
| 2                      | Stu Inman        | 1972      | 26  | 6   | 20  | 23,1 | —  | —  | —  | —    |                                                              |  |
| 3                      | Jack McCloskey   | 1972-1974 | 164 | 48  | 116 | 29,3 | —  | —  | —  | —    |                                                              |  |
| 4                      | Lenny Wilkens    | 1974-1976 | 164 | 75  | 89  | 45,7 | —  | —  | —  | —    | Nella top 10 allenatori della storia NBA                     |  |
| 5                      | Jack Ramsay      | 1976-1986 | 820 | 453 | 367 | 55.2 | 59 | 29 | 30 | 49,2 | 1 Titolo NBA (1977) Nella top 10 allenatori della storia NBA |  |
| 6                      | Mike Schuler     | 1986-1989 | 211 | 127 | 84  | 60,2 | 8  | 2  | 6  | 25,0 | 1986-87 Allenatore dell'anno NBA                             |  |
| 7                      | Rick Adelman     | 1989-1994 | 445 | 291 | 154 | 65,4 | 69 | 36 | 33 | 52,2 |                                                              |  |
| 8                      | P.J. Carlesimo   | 1994-1997 | 246 | 137 | 109 | 55,7 | 12 | 3  | 9  | 25,0 |                                                              |  |
| 9                      | Mike Dunleavy    | 1997-2001 | 296 | 190 | 106 | 64,2 | 36 | 18 | 18 | 50,0 | 1998-99 Allenatore dell'anno NBA                             |  |
| 10                     | Maurice Cheeks   | 2001-2005 | 301 | 162 | 139 | 53,8 | 10 | 3  | 7  | 30,0 |                                                              |  |
| 11                     | Kevin Pritchard  | 2005      | 27  | 5   | 22  | 18,5 | —  | —  | —  | —    |                                                              |  |
| 12                     | Nate McMillan    | 2005-2012 | 535 | 266 | 269 | 49,7 | 18 | 6  | 12 | 33,3 |                                                              |  |
| 13                     | Kaleb Canales    | 2012      | 23  | 8   | 15  | 34,7 | —  | —  | —  | —    |                                                              |  |
| 14                     | Terry Stotts     | 2012-2021 | 648 | 360 | 288 | 55,6 | —  | —  | —  | —    |                                                              |  |
| 15                     | Chauncey Billups | 2021-     | 246 | 81  | 165 | 32,9 | —  | —  | —  | —    |                                                              |  |

### Membri della Basketball Hall of Fame
- Lenny Wilkens 1974–1976
- Jack Ramsay 1976–1986
- Rick Adelman 1989-1994

## Leader di franchigia
Dati aggiornati al 20 aprile 2024.
1. Damian Lillard: 19.376
2. Clyde Drexler: 18.040
3. LaMarcus Aldridge: 12.562
4. Terry Porter: 11.330
5. C.J. McCollum: 10.710
6. Clifford Robinson: 10.405
7. Jerome Kersey: 10.067
8. Jim Paxson: 10.003
9. Geoff Petrie: 9.732
10. Mychal Thompson: 9.215
11. Rasheed Wallace: 9.119
12. Sidney Wicks: 8.882
13. Kevin Duckworth: 7.188
14. Damon Stoudamire: 6.745
15. Kiki Vandeweghe: 6.698
16. Zach Randolph: 6.202
17. Brandon Roy: 6.107
18. Calvin Natt: 5.738
19. Buck Williams: 5.677
20. Arvydas Sabonis: 5.629

1. Clyde Drexler: 867
2. Jerome Kersey: 831
3. Damian Lillard: 769
4. Terry Porter: 758
5. LaMarcus Aldridge: 648
6. Clifford Robinson: 644
7. Jim Paxson: 627
8. Larry Steele: 610
9. C.J. McCollum: 564
10. Buck Williams: 557

1. LaMarcus Aldridge: 5.434
2. Clyde Drexler: 5.339
3. Jerome Kersey: 5.078
4. Mychal Thompson: 4.878
5. Buck Williams: 4.861
6. Sidney Wicks: 4.086
7. Rasheed Wallace: 3.797
8. Arvydas Sabonis: 3.436
9. Lloyd Neal: 3.370
10. Clifford Robinson: 3.352

1. Terry Porter: 5.319
2. Damian Lillard: 5.151
3. Clyde Drexler: 4.933
4. Damon Stoudamire: 3.018
5. Rod Strickland: 2.573
6. Geoff Petrie: 2.057
7. Jim Paxson: 2.007
8. C.J. McCollum: 1.892
9. Mychal Thompson: 1.848
10. Jerome Kersey: 1.762

1. Clyde Drexler: 1.795
2. Terry Porter: 1.182
3. Jerome Kersey: 1.059
4. Jim Paxson: 857
5. Larry Steele: 846
6. Damian Lillard: 732
7. Clifford Robinson: 696
8. Lionel Hollins: 598
9. Bob Gross: 593
10. Damon Stoudamire: 556

1. Mychal Thompson: 768
2. Clifford Robinson: 726
3. Rasheed Wallace: 693
4. LaMarcus Aldridge: 658
5. Joel Przybilla: 623
6. Jerome Kersey: 622
7. Clyde Drexler: 594
8. Bill Walton: 533
9. Arvydas Sabonis: 494
10. Wayne Cooper: 425

1. Damian Lillard: 2.387
2. C.J. McCollum: 1.297
3. Wesley Matthews: 826
4. Terry Porter: 773
5. Anfernee Simons: 752
6. Nicolas Batum: 751
7. Damon Stoudamire: 717
8. Steve Blake: 492
9. Clifford Robinson: 492
10. Clyde Drexler: 464

## Palmarès
| Palmarès Portland Trail Blazers |        |                                                                  |
|                                 | Titoli | Anni                                                             |
| Titoli NBA                      | 1      | 1977                                                             |
| Titoli di Conference            | 3      | 1977, 1990, 1992                                                 |
| Titoli di Division              | 6      | 1977-1978, 1990-1991, 1991-1992, 1998-1999, 2014-2015, 2017-2018 |

## Premi individuali
NBA Most Valuable Player Award
- Bill Walton – 1978

Bill Russell NBA Finals Most Valuable Player Award
- Bill Walton – 1977

NBA Rookie of the Year Award
- Geoff Petrie – 1971
- Sidney Wicks – 1972
- Brandon Roy – 2007
- Damian Lillard – 2013

NBA Most Improved Player Award
- Kevin Duckworth – 1988
- Zach Randolph – 2004
- C.J. McCollum – 2016

NBA Sixth Man of the Year Award
- Clifford Robinson – 1993

NBA Executive of the Year Award
- Bucky Buckwalter – 1991

NBA Coach of the Year Award
- Mike Schuler – 1987
- Mike Dunleavy – 1999

NBA Slam Dunk Contest
- Anfernee Simons - 2021

NBA Three-point Shootout
- Damian Lillard - 2023

All-NBA First Team
- Bill Walton – 1978
- Clyde Drexler – 1992
- Damian Lillard - 2018

All-NBA Second Team
- Bill Walton – 1977
- Maurice Lucas – 1978
- Jim Paxson – 1984
- Clyde Drexler – 1988, 1991
- Brandon Roy – 2009
- LaMarcus Aldridge – 2015
- Damian Lillard – 2016, 2019, 2020, 2021

All-NBA Third Team
- Clyde Drexler – 1990
- Brandon Roy – 2010
- LaMarcus Aldridge – 2011, 2014
- Damian Lillard – 2014, 2023

J. Walter Kennedy Citizenship Award
- Terry Porter – 1993
- Chris Dudley – 1996
- Brian Grant – 1999
- Damian Lillard - 2019

Twyman-Stokes Teammate of the Year Award
- Damian Lillard - 2021

NBA All-Defensive First Team
- Bill Walton – 1977, 1978
- Maurice Lucas – 1978
- Lionel Hollins – 1978
- Buck Williams – 1990, 1991

NBA All-Defensive Second Team
- Maurice Lucas – 1979
- Bob Gross – 1978
- Kermit Washington – 1980, 1981
- Buck Williams – 1992
- Scottie Pippen – 2000
- Theo Ratliff – 2004
- Toumani Camara – 2025

All-Rookie First Team
- Geoff Petrie – 1971
- Sidney Wicks – 1972
- Lloyd Neal – 1973
- Lionel Hollins – 1976
- Mychal Thompson – 1979
- Ron Brewer – 1979
- Calvin Natt – 1980
- Kelvin Ransey – 1981
- Sam Bowie – 1985
- Arvydas Sabonis – 1996
- LaMarcus Aldridge – 2007
- Brandon Roy – 2007
- Damian Lillard – 2013

NBA Rookie Second Team
- Rudy Fernández – 2009
- Donovan Clingan – 2025